# Ernest Babelon
Ernest Charles François Babelon (7 de novembro de 1854 - 3 de janeiro de 1924) foi bibliotecário, arqueólogo clássico e numismata francês.